# Hellmuth Kneser

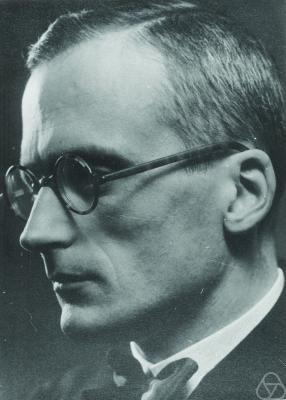
Hellmuth Kneser, ca. 1930.

Hellmuth Kneser (* 16. April 1898 in Dorpat; † 23. August 1973 in Tübingen) war ein deutscher Mathematiker.

## Leben und Werk

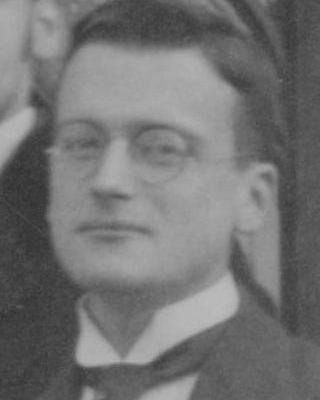
Hellmuth Kneser, 1920 in Göttingen

Hellmuth Kneser war der Sohn des Mathematikers Adolf Kneser und studierte ab 1916 an der Universität Breslau, wo sein Vater inzwischen Mathematikprofessor war und wo er u. a. Vorlesungen von Erhard Schmidt besuchte. Danach ging er nach Göttingen, wo er 1921 bei David Hilbert mit Untersuchungen zur Quantentheorie promoviert wurde (erschienen in Mathematische Annalen Band 84, 1921). In Göttingen wurde er 1922 aufgrund seiner Arbeiten über die Bestimmung aller regulären Familien von Kurven auf geschlossenen Flächen Privatdozent.
1925 wurde er als außerordentlicher Professor der Nachfolger von Johann Radon an der Universität Greifswald und 1937 Professor an der Eberhard Karls Universität Tübingen. Er unterstützte Wilhelm Süss dabei, dass das Mathematische Forschungsinstitut Oberwolfach im Schwarzwald nach 1945 weitergeführt werden konnte. Kneser war 1958 bis 1959 Nachfolger von Süss als wissenschaftlicher Leiter des Oberwolfacher Instituts.
Kneser war Mitglied der SA und trat zum 1. Mai 1937 der NSDAP bei (Mitgliedsnummer 4.104.945).
Kneser arbeitete auf vielen Gebieten der Mathematik wie Topologie, Gruppentheorie, fastperiodische Funktionen, Differentialgeometrie, Iteration analytischer Funktionen, Uniformisierungstheorie, Werteverteilung meromorpher Funktionen und Spieltheorie. Er führte das Konzept der Normalflächen ein (von Wolfgang Haken später erweitert) und bewies damit die Existenz einer Primzerlegung von 3-Mannigfaltigkeiten (später von John Milnor weiterentwickelt) als zusammenhängende Summe von irreduziblen Mannigfaltigkeiten und Produkten der Form {\displaystyle S^{2}\times S^{1}}. 1926 stellte er die Vermutung auf, dass jede Mannigfaltigkeit triangulierbar ist. Später wurde gezeigt, dass dies nur bis drei Dimensionen zutrifft (Andrew Casson, Ciprian Manolescu u. a.).
Er war Herausgeber der Mathematischen Zeitschrift, des Archiv der Mathematik und der Aequationes Mathematicae, 1954 Präsident der Deutschen Mathematiker-Vereinigung und im Exekutivkomitee der International Mathematical Union. Er war seit 1958 Mitglied der Heidelberger Akademie der Wissenschaften und seit 1963 der Finnischen Akademie der Wissenschaften und der Göttinger Akademie der Wissenschaften.
Sein Bruder Hans Otto Kneser war ein Physiker. Sein Sohn Martin Kneser war ebenfalls ein bekannter Mathematiker.

## Schriften
- Funktionentheorie. Studia Mathematica, Göttingen, 1958, 2. Auflage 1966.
- Gerhard Betsch, Karl H. Hofmann (Hrsg.): Gesammelte Abhandlungen. De Gruyter 2005

## Einzelbelege
1. ↑  Bundesarchiv R 9361-IX KARTEI/21230308
2. ↑  Freddy Litten: Die Carathedory Nachfolge in München, Centaurus. International Magazine of the History of Mathematics, Science, and Technology, Band 37, Heft 2, 1994, S. 154–172.
3. ↑  Kneser, Die Topologie der Mannigfaltigkeiten, Jahresbericht DMV, Band 34, 1926, S. 1–14.
4. ↑  Gabriele Dörflinger: Mathematik in der Heidelberger Akademie der Wissenschaften. 2014, S. 31.

| Personendaten    | Personendaten          |
| ---------------- | ---------------------- |
| NAME             | Kneser, Hellmuth       |
| KURZBESCHREIBUNG | deutscher Mathematiker |
| GEBURTSDATUM     | 16. April 1898         |
| GEBURTSORT       | Dorpat                 |
| STERBEDATUM      | 23. August 1973        |
| STERBEORT        | Tübingen               |